# Салманасар IV
Салманаса́р IV (ассирийский: , настоящее имя Шульману-ашаред IV; «[Бог] Шульману (Салману) — предводитель») — правитель Новоассирийского царства, правивший приблизительно в 783—773 годах до н. э.. Сын и наследник Адад-нирари III.

## Биография
О жизни Салманасара до того, как он в 783 году до нашей эры унаследовал трон отца, Адад-нирари III ничего неизвестно. Эпоха его правления является «белым пятном» истории Новоассирийского царства, поскольку о нём сохранилось очень мало сведений в исторических источниках. Этот период продолжался и в правление его младших братьев Ашшур-дана III и Ашшур-нирари V, то есть вплоть до 745/744 года до нашей эры. К концу правления Адад-нирари III царство пришло в упадок. Под угрозой оказалась в том числе и власть самого монарха из-за появления крайне могущественных государственных деятелей, которые, де-юре признавая власть монарха, на практике сами действовали как полноправные и единоличные властители на своих землях. Они издавали собственные клинописные таблички, аналогичные царским. Этот порядок сохранился во времена правления Салманасара и его ближайших преемников, поскольку клинописные таблички чиновников в этот период встречаются чаще, чем аналогичные монархов. В то же время враги государства становились сильнее, поскольку этот период упадка совпал с военным расцветом царства Урарту.
Количество табличек, упоминающих Салманасара невелико. В них отсутствует какая-либо информация о новом строительном проекте, хотя традиционно считается, что в его время велось некоторое количество строительных работ в Ашшуре. Одна из табличек, найденных около города Кахраманмараш в современной Турции, датируется 773 годом до нашей эры и описывает подтверждение границы с Ушпилулуме, царем Куммуха, сделанное в какой-то момент после завершения кампании против Дамаска. Надпись приписывает влиятельному полководцу Шамши-илу победу над Дамаском и неоднозначна в отношении того, кто вёл переговоры с Ушпилулуме — Шамшу-илу или Салманасар. В Телль-Абта, археологическом памятнике у озера Тартар, археологи нашли стелу, написанную дворцовым глашатаем Бел-Харран-бели-усуром, которая описывает основание нового города в пустыне. Среди необычного из найденного на стеле отмечается, что имя Бел-Харран-бели-усура стоит перед именем действующего царя, а основание нового города приписывается ему, а не Салманасару, что указывает на бо́льшую автономию последнего. Еще более любопытно, что надпись на стеле, в которой действующий царь был назван Салманасаром, в какой-то момент была изменена и вместо этого стала относиться к более позднему Тиглатпаласару III (правил в 745-727 годах до н.э.).
Салманасар IV вёл войны с царями Урарту Минуа и Аргишти I и чуть ли не каждый год ходил походами против Урарту (781, 780, 779, 778, 776 и 774 годах. до н. э.), но не имел успеха. В 777 году до н. э. Аргишти захватил Мелид на верхнем Евфрате и вышел во фланг Ассирии с запада, перерезав её коммуникации к важнейшим источникам сырья, в частности к запасам железной руды. Области Комману (Мелид) и Цупани (Софена античн. авторов) вошли в состав Урарту. Постепенно на сторону Урарту перешли и другие царства Северной Сирии: Гургум, Сам’ал, Унки (Хаттина), Арпада, Каркемиш, Куммуха и Куэ. В 775 году до н. э. Салманасар IV совершил поход на запад, в «горы кедра» (Ливан или Аман), но ликвидировать урартскую угрозу с этой стороны так и не смог.
После этого Аргишти I много лет посвятил тому, чтобы обойти Ассирию, также и с востока. В 775 году до н. э., видимо в ответ на ассирийское вторжение в предыдущем (776 год до н. э.) году, Аргишти вторгся через страну Маннеев, в Намар, который урартские источники называют Бабилу (то есть Вавилонией). Здесь была захвачена область Арсита (это Харшу, Харши, Харси шумерских, а позднее ассирийских источников, расположена на границе Манны и Парсуа). В своей надписи Аргишти говорит, что он в поселениях Ассирии, как в своей стране собирал воинов (речь, видимо, идет об ассирийской провинции Замуа).
Видимо, этот поход вызвал ответную реакцию — ассирийскую экспедицию в Намар в 774 году до н. э. Возглавлявший ассирийское войско туртан Шамши-илу (буквально «Бог — солнце»), наместник Тиль-Барсипа, называл себя победителем гутиев (видимо, урартов) и Намара и рассказывает в своей надписи на статуях львов в Тилль-Барсипе о столкновении с урартским царём Аргишти I, «чьё название страшно, как тяжелая буря». Судя по тону надписи, ассирийцы фактически не имели успеха в этом сражении. Аргишти же со своей стороны сообщал, что он «изгнал Ассирию из своей страны и разгромил её». В том же году урарты захватили важную, соперничающую по значению со столицей Манны Изиртой, крепость Бушту, расположенную на границе Манны и Парсуа.
В 772 году до н. э., в связи со своим походом на Баруатту (находящуюся по соседству с Бит-Хамбаном и Эллиппи, то есть, вероятно, где-то в верховьях Диялы; ассир. Бит-Барруа), Аргишти I вновь сообщал, что он дошёл до ассирийской границы. Однако так, как инициатива принадлежала Аргишти, то естественно, что «Список эпонимов» не упоминает в этот год ассирийского похода в эту местность. Успехам Аргишти содействовала господствовавшая в Ассирии разруха, вследствие чего он часто имел дело не с царскими войсками, а с войсками полусамостоятельных наместников.
В 773 году до н. э. Салманасар IV предпринял окончившийся безрезультатно поход против вновь вышедшего из-под контроля Дамаска. Последним походом Салманасара  было вторжение в Хатарику.
Салманасар IV правил 10 лет. После него на ассирийский престол взошёл Ашшур-дан III.